# Joseph Aoun
Joseph Khalil Aoun, född 10 januari 1964 i Sin el Fil, Libanon, är en libanesisk general som tjänstgör som Libanons 14:e president sedan 9 januari 2025. Han har också tjänstgjort som den 14:e befälhavaren för de libanesiska väpnade styrkorna sedan 2017.

## Uppväxt och utbildning
Aoun föddes den 10 januari 1964 i Beirut-förorten Sin el-Fil i Metn-distriktet, som barn till Hoda Ibrahim Makhlouta och Khalil Aoun.
Efter gymnasiet skrev han in sig vid Lebanese American University för studier i statsvetenskap och internationella relationer, vilket utmynnade i en kandidatexamen 2007. Han har utöver det även en kandidatexamen i militärvetenskap från Lebanese Army Military Academy.

## Privatliv
Aoun är gift med Nehmat Nehmeh. De har två barn, Khalil och Nour. Han talar flytande arabiska, franska och engelska.

## Utmärkelser
- Storofficer av libanesiska förtjänstorden
- Riddare av Cederträdorden

[Redigera Wikidata]